# Đại sư huynh
Đại sư huynh (tiếng Trung: 大師兄, tiếng Anh: Big Brother) là một bộ phim thuộc thể loại hành động - võ thuật xen lẫn với tình cảm - chính kịch của Hồng Kông ra mắt năm 2018 do Khám Gia Vỹ làm đạo diễn, Chân Tử Đan đóng chính và hợp tác sản xuất với Vương Tinh. Phim còn có sự tham gia của các diễn viên phụ gồm Trần Kiều Ân, Lạc Minh Cật và Du Cương. 
Phim khởi chiếu tại Hồng Kông từ ngày 16 tháng 8 năm 2018. Tại Việt Nam, phim được hãng phim Thiên Ngân mua bản quyền và chính thức khởi chiếu tại các cụm rạp trên toàn quốc từ ngày 31 tháng 8 năm 2018. 